# Vigdis Bente Mørdre
Vigdis Bente Mørdre (18 febbraio 1954 – 11 ottobre 2020) è stata una fondista norvegese paralimpica che ha gareggiato nello sci di fondo ai Giochi paralimpici invernali del 1976, dove ha vinto due medaglie d'oro.

## Biografia
Dopo il ritiro dalla carriera sportiva, Mørdre ha ricoperto diversi incarichi nello sport, come fiduciaria, segretaria  e consulente per lo sviluppo nell'Associazione sportiva norvegese per i disabili, nell'Upper Romerike Handicapped Association e nel Comitato olimpico. Dal 1992 ha lavorato presso Idrettens Hus a Strømmen.
Nell'autunno 2019, Vigdis Bente Mørdre è diventata campionessa norvegese di curling sul tappeto.
Mørdre ha sostenuto in modo determinante lo sviluppo dello sport per disabili nel suo paese a tutti i livelli, come dipendente, come rappresentante sindacale e come atleta. Ha inoltre contribuito all'introduzione del bandy in Norvegia, sport che ha debuttato a Lillestrøm su sua iniziativa.
È morta nel 2020, all'età di 66 anni, dopo una breve malattia.

## Carriera
Ai Giochi paralimpici invernali del 1976 a Ornskoldsvik, Mordre ha vinto due medaglia d'oro nello sci di fondo: nella gara dei 5 km distanza corta I e nei 10 km distanza media categoria I.

## Palmarès

### Paralipiadi
- 2 medaglie:
  - 2 ori (5 km distanza corta I e 10 km distanza media I a Toronto 1976)